# モハンマド・ハータミー
セイイェド・モハンマド・ハータミー（ペルシア語: سید محمد خاتمی Seyyed Moḥammad Khātamī  発音、1943年9月23日 - ）は、イランの政治家。イラン・イスラム共和国大統領（第5代、1997年 - 2005年）などを歴任。シーア派ウラマーでホッジャトルエスラーム。ハータミーは、改革と自由を公約とした。日本のマスコミではモハマド・ハタミと表記されることが多い。

## 経歴

### パフラヴィー朝下
モハンマド・ハータミーは、ヤズド州アルダカーン市のウラマー家系に生まれた。父はアーヤトッラーでルーホッラー・ホメイニーの友人、開明的人物であったという。1961年、ゴム市のシーア派神学校に入る。1965年、エスファハーン大学に入学、哲学を学ぶ。このとき西洋哲学や思想も積極的に学んでおり、その後のハータミーの広い視野に資することになった。同時にエスファハーン大学ムスリム学生協会で政治活動をはじめた。1970年、テヘラン大学大学院修士課程に入学、教育学修士を取得する。その後再びコムでイスラーム法および哲学を研鑽する。ハータミーは、このころイスラーム運動の指導者らと近付いた。1978年、在欧のイラン野党勢力を調整するイスラーム・センターの長としてハンブルクに派遣された。イラン・イスラム革命後、イランに帰国した。

### イラン・イスラム革命 から大統領就任まで
1979年、ケイハーン紙の最高指導者代理となり、記者の執筆の自由を保障。1982年、ハータミーは文化・イスラーム指導相に就任。文化全般にわたる検閲の緩和を行う。女性歌手のコンサートを許可し、国内で欧米の出版物を販売することを許した。広い人気を集め、イラン・イラク戦争時、軍事宣伝本部長も務めた。穏健派自由主義者の評判を得るとともに保守派の批判を受け1992年、文化・イスラーム指導相を辞職する。
経済政策的には統制経済派に属した。当時のイランではバーザール商人や高位ウラマーを支持基盤とし、イスラーム体制を厳格に維持しようとする自由経済派と、台頭する中間層や中低位ウラマーを支持基盤とし、文化開放を主張する統制経済派があった。前者はアリーアクバル・ナーテグヌーリーに代表される「テヘランの闘うウラマー協会」、後者はキャッルービーに代表される「テヘランの闘うウラマー集団」を組織し、ハータミーは「闘うウラマー集団」の創立者の一人である。

### 大統領
1997年の大統領選出馬直前には、国立図書館長、ハーシェミー・ラフサンジャーニー前大統領の顧問だった。大統領選では、大方の予想を裏切り、主に女性と青年層の票を集めて、保守派の代表格ナーテグ・ヌーリーに2倍以上の差をつけて当選した。5月23日、大統領に就任。
就任後、ハータミーは、国際関係の改善に努力を払った。彼は、1999年3月にイタリア、4月にフランスを訪問し、革命後初めて西側を訪問したイラン大統領となった。『悪魔の詩』の著者、サルマン・ラシュディの処刑執行の意図がないことを表明した後は、イギリスも、イランとの関係正常化の用意について表明した。在任中、ハータミーは、西欧諸国との接近を図ることで、イランに対するアメリカの経済制裁に注意を向けさせようと努める一方、革命後初めてアメリカのスポーツ選手団を受け入れる等、アメリカとの関係改善も図った。ハータミーはサミュエル・P・ハンティントンの文明の衝突論に対し、文明の対話を提案。国際連合に受け入れられ2001年は「国際連合文明の対話年」となった。ただし、ハンティントンもハータミーも文明をそれぞれ独立しはっきりした境界をもつようにとらえているという点で批判がある。
2001年7月、大統領に再選されたが、アメリカとの関係改善は進まず（2002年にイランは悪の枢軸と名指しされる）、関係改善を梃子にした低迷するイラン経済の活性化も失敗。失業率の増大とともに国内に失望感が広がることになった。司法府の保守派支配を打ち崩すことはできず、政治改革でも保守派への多くの妥協を余儀なくされた。のちの国会議員選挙では保守派が勢力を挽回し政治基盤がますます揺らいだ。さらに二期目後半には核問題も浮上し、国際社会との協調と国内政治におけるバランス維持を保つことも困難になった。ハータミーの挫折は、圧倒的人気を集めて当選した大統領といえども、改革が容易ではないことを明らかにした。こうしてイラン国民に政治的アパシーをもたらすことになり、2005年大統領選における保守強硬派マフムード・アフマディーネジャードの勝利への伏線となるのである。憲法の連続三選禁止規定により同選挙には出馬せず、2005年8月9日「闘うウラマー集団」中央評議会議長に選出された。
2000年10月に公賓として、大統領辞任後の2006年8月にそれぞれ来日している。

### 大統領選への再出馬と撤回
2009年2月8日、ハータミーは同年6月12日に行われる予定の大統領選挙への出馬を表明した。当初、同じく改革派のミル・ホセイン・ムーサビーに立候補を促していたが、難色を示されたため自らの出馬に踏み切った。しかし、3月10日ムーサビーが出馬を表明したため、改革派の票が割れるのを防ぐため16日に出馬を撤回した。

## 私生活
妻帯、1男2女を有する。アラビア語、英語およびドイツ語を話す。数多くの論文を執筆している。
息子のモハンマド・レザー・ハータミーは建築家で、ルーホッラー・ホメイニーの孫、ザフラー・エシュラーギーと結婚しており、ホメイニー家とは縁戚関係に当たる。

## 著書
- 平野次郎訳『文明の対話』、共同通信社、2001年 ISBN 978-4764104822